# Nicolò Rusca
Nicolò Rusca (Bedano, 20 aprile 1563 – Thusis, 4 settembre 1618) è stato un presbitero svizzero, protagonista delle tormentate vicende religiose della Valtellina nel XVII secolo, che sarebbero poi sfociate nel "Sacro Macello" del 1620.
Arciprete di Sondrio, morì mentre veniva interrogato e sottoposto a tortura da parte di un tribunale popolare controllato da una fazione di radicali antispagnoli protestanti. È venerato come beato dalla Chiesa cattolica, nella diocesi di Como e nella diocesi di Lugano.

## Biografia

### Famiglia di origine
Nicolò Rusca nacque il 20 aprile 1563 a Bedano, vicino a Lugano, territorio politicamente soggetto ai Cantoni svizzeri, ma al tempo ecclesiasticamente appartenente alla diocesi di Como. La sua famiglia apparteneva a un ramo collaterale dell'antica e nobile casata dei Rusconi, originaria di Como; il padre, Giovanni Antonio, era notaio e la madre, Daria, proveniva dalla famiglia Quadrio di Tesserete.
Oltre a Nicolò, primogenito, i coniugi Rusca ebbero quattro figli, tra cui altri due preti: Bartolomeo, che affiancherà il fratello come coadiutore nell'arcipretura di Sondrio, passando successivamente, come parroco, alla vicina chiesa di Montagna, e Luigi, già coadiutore e successore di Nicolò come parroco di Sessa e Monteggio. L'unica figlia, Margherita, entrerà come monaca nel monastero benedettino di San Lorenzo di Sondrio, mentre all'ultimo dei figli maschi, Cristoforo, toccherà di continuare la discendenza Rusca, annoverando a sua volta nella propria famiglia due figli preti, Giovanni Antonio, parroco di Sessa Monteggio dal 1638, e Carlo, parroco di Chiesa in Valmalenco dal 1632 al 1656.

### Studi e formazione al ministero pastorale
Il giovane Nicolò apprese i primi rudimenti della lingua latina sotto la guida del parroco di Comano, Domenico Tarilli, per passare poi a Roma, dove un parente era stato al servizio del cardinale Alessandro Farnese. Dopo un semestre di studio presso i Gesuiti, per mancanza di posti Nicolò trovò sistemazione presso il Collegio Elvetico, istituito a Milano dall'arcivescovo Carlo Borromeo. 
A Milano poté seguire, per sette anni, un regolare curriculum di studi, segnalandosi per virtù, pietà ed erudizione. Fu, infine, ammesso agli ordini sacri, giungendo, nel 1587, all'ordinazione presbiterale. Dal punto di vista accademico, Nicolò coronerà i propri studi qualche anno più tardi, nel 1591, presso l'Università degli Studi di Pavia, con il conseguimento del dottorato in teologia.
Dopo un primo mandato pastorale svolto dal giovane presbitero per un paio di anni come parroco di Sessa Monteggio, nel 1590 Nicolò Rusca fu eletto arciprete di Sondrio, e tale sarebbe rimasto fino alla morte.

### Situazione politico-religiosa di Sondrio e della Valtellina nella prima metà del XVII secolo
Nei secoli XVI e XVII Sondrio era un modesto borgo, uno dei centri geografici ed amministrativi della Valtellina dopo le più importanti Tirano e Morbegno. Dal 1512 la Valtellina era soggetta allo Stato delle Tre Leghe (l'attuale Canton Grigioni, che a quel tempo era alleato della Confederazione Elvetica pur non essendone ancora uno Stato membro).
Tra il 1526 e il 1527, a seguito di una pubblica disputa tra cattolici e riformati, tenutasi a Ilanz (capoluogo della Lega Grigia), e dell'abolizione della celebrazione della messa decretata dal consiglio della città di Coira (capoluogo della Lega Caddea), circa la metà dei comuni grigioni passarono progressivamente alla Riforma protestante.
In quell'occasione, era stato emanato anche un editto di tolleranza (Toleranzedict), con il quale si riconosceva la facoltà di praticare, all'interno del territorio delle Tre Leghe, la confessione cattolica accanto a quella riformata.
L'applicazione di tale principio, tuttavia, si profilò fin dall'inizio alquanto complessa nei territori soggetti (la Valtellina, appunto, con i contadi di Chiavenna e di Bormio). In questi territori, la presenza di cristiani evangelici era connessa soprattutto con l'emigrazione dall'Italia di molti esuli perseguitati per la loro adesione - dichiarata o sospettata - alla Riforma, e per questo ricercati dall'Inquisizione. Si trattava, in genere, di personaggi di elevato livello culturale, spesso provenienti da ambienti umanistici. Per costoro, le valli dell'Adda e della Mera costituivano un rifugio ideale, in quanto non appartenevano a Stati della penisola italiana, erano soggette ad un regime di parziale tolleranza religiosa, e tuttavia erano territori di lingua e di cultura italiane. Nonostante l'impegno profuso nella predicazione e nella diffusione della Riforma da parte di personaggi anche degni di nota dal punto di vista culturale - tra questi Pier Paolo Vergerio, già vescovo di Capodistria - buona parte della popolazione di Valtellina, Chiavenna e Bormio si era dimostrata impermeabile al protestantesimo, spesso visto come una "novità" estranea alle tradizioni locali. Ciò non impedì, tuttavia, il costituirsi di alcune Chiese evangeliche in Valtellina (fino al 1620 nel "Terziere di mezzo" della Valtellina erano presenti tredici comunità abbastanza numerose, che a loro volta si suddividevano in molti gruppi locali disseminati nelle frazioni), oltre ad alcune Chiese riformate nella valle della Mera, tra cui quella, assai numerosa e vivace, del capoluogo Chiavenna.
Le singole comunità civili locali, in quanto suddite delle Tre Leghe, erano vincolate dai deliberati dell'annuale dieta federale e pertanto non potevano decidere in merito all'una o all'altra confessione. La legislazione retica in campo religioso, sia perché condizionata dalla forte componente riformata, sia perché preoccupata di tutelare la minoranza protestante nei territori soggetti, finì per sbilanciarsi a favore degli evangelici riformati presenti in Valtellina e Valchiavenna, e quindi a danno della popolazione locale cattolica. In particolare con i deliberati del 1557-1558 si impose alle comunità locali l'obbligo di lasciare ai riformati una delle chiese dove ve ne fosse più di una (o che cattolici e riformati facessero uso comune della chiesa quando questa fosse l'unico luogo di culto), nonché di mantenere i pastori riformati esattamente come i parroci cattolici, talora dirottando a questo scopo le entrate provenienti da benefici ecclesiastici già esistenti.
Le disposizioni della Repubblica delle Tre Leghe, inoltre, comprendevano anche alcune norme restrittive della giurisdizione ecclesiastica del vescovo di Como e circa la presenza di Ordini religiosi nel territorio valtellinese. Questi provvedimenti finirono per suscitare reazioni da parte della componente cattolica della popolazione, che tra l'altro rimaneva nettamente maggioritaria.
La situazione dei cattolici valtellinesi e chiavennaschi costituiva motivo di preoccupazione per i vescovi di Como, in particolare con l'avvento di presuli che cominciarono ad applicare i principi della Controriforma scaturiti dal Concilio di Trento: Giovanni Antonio Volpi (a Como dal 1559 al 1588), Feliciano Ninguarda (1588-1595) e Filippo Archinti (1595-1621). Lo stesso Carlo Borromeo, arcivescovo di Milano insignito anche del titolo di "protector Helvetiae" dalla Chiesa cattolica, aveva avuto fortemente a cuore la situazione della Valtellina, seguendone la situazione attraverso suoi fiduciari e visitandola, sia pure velocemente, nel 1580.

### Arciprete a Sondrio
Durante il XVI secolo la parrocchia di Sondrio aveva visto succedersi alla sua guida arcipreti di contrapposte qualità: se alcuni si erano occupati ben poco della cura pastorale, non erano mancate neanche figure significative, quali i Pusterla, zio e nipote, che si erano prodigati per la comunità affidata alle loro cure. La situazione tuttavia "precipitò" nuovamente nel 1588 con l'arrivo di un certo Francesco Cattaneo (che sarebbe stato il predecessore del Rusca), del quale neppure si sapeva «se fosse prete o frate, ecclesiastico o laico».
D'altro canto, proprio a Sondrio aveva sede la più numerosa chiesa di cristiani riformati, con diverse comunità tra le quali quella del borgo (con circa 250 membri di Chiesa), quelle di alcune frazioni montane, e la comunità della Valmalenco, a quel tempo ancora parte del comune e della parrocchia di Sondrio. Ai riformati erano state assegnate, a norma dei decreti del 1557, la chiesa dei Santi Nabore e Felice in Sondrio e quella di San Bartolomeo nella frazione di Mossini, oltre all'uso in comune con i cattolici delle chiese parrocchiali di Lanzada e di Chiesa in Valmalenco, sino a quando, in questi due centri montani, essi non riuscirono a costruire dei templi propri, rispettivamente nel 1578 e nel 1608.
La situazione locale era dunque assai delicata, e si sarebbe ulteriormente acuita con il complicarsi del quadro politico all'inizio del nuovo secolo. Un momento di forte tensione si creò in seguito al progetto dello Stato retico di aprire una scuola umanistica pluriconfessionale (almeno nelle intenzioni dichiarate dalle autorità pubbliche) proprio a Sondrio. L'iniziativa, che pure veniva presentata come di carattere puramente culturale, era comunque organizzata soltanto da ambienti riformati. La netta opposizione all'attuazione concreta di questo progetto da parte dell'arciprete Giovanni Giacomo Pusterla, aveva già provocato, nel 1584, una sollevazione popolare ed era costata al Pusterla alcuni mesi di carcere e la tortura; egli peraltro sfuggì a una possibile condanna a morte per tradimento, rifugiandosi presso Carlo Borromeo, di cui era da tempo fidato collaboratore.
Proprio per far fronte in modo efficace a una situazione delicata dal punto di vista religioso e politico, il vescovo di Como Feliciano Ninguarda – domenicano di grande esperienza come riformatore di conventi e diocesi negli oltre trent'anni passati in Paesi tedeschi -, dopo aver allontanato da Sondrio l'arciprete Francesco Cattaneo, si rivolse a Nicolò Rusca, il quale concorse per il beneficio dell'arcipretura di Sondrio e, aggiudicatoselo, poté iniziare il proprio ministero pastorale nel luglio del 1591. La comunità cattolica locale, che lo aveva accolto con grandi manifestazioni di stima, riponeva in lui grandi speranze.
In effetti, l'arciprete Rusca, nei quasi trent'anni di permanenza a Sondrio (1591-1618), svolse il proprio ministero con grande dedizione: la sua valida preparazione culturale gli dava la possibilità di dedicarsi con competenza a «continue prediche, dispute, decisioni di casi». Alla frequente predicazione accompagnava anche l'insegnamento del catechismo con l'istituzione di una scuola della dottrina cristiana per i bambini, mentre per la formazione e il fervore religioso degli adulti aveva provveduto all'istituzione della Compagnia del Santissimo Sacramento.
Rusca non trascurò neanche la cura materiale degli edifici sacri, attuando una serie di interventi di restauro e di abbellimento della collegiata, che dotò di pulpito, organo, confessionali e nuove campane. Particolare attenzione ebbe l'arciprete Rusca nei confronti degli altri preti di Sondrio e della pieve: intrecciò buone relazioni con il clero locale, in un clima di intesa tale che poteva affermare: «quando ci troviamo insieme, havemo grandissima consolatione come se fossimo tutti figli de una istessa madre».
Rusca fece crescere attorno a sé anche un gran numero di aspiranti al ministero presbiterale: egli era consapevole della difficile situazione locale e temeva che i Grigioni avrebbero posto ostacoli alla vita della Chiesa cattolico-romana locale, affermando persino che «in breve tempo mancherà la religione catolica, se non si provede diligentemente che sieno formati alunni idonei per detto carico, onde dipende la salute di tutte quelle anime».
Il generoso impegno nel ministero pastorale a Sondrio procurò all'arciprete Rusca tale stima e fama nella popolazione del borgo e della valle, che venne più volte richiesto il suo intervento come arbitro in contese sia pubbliche sia private.

### Difesa del cattolicesimo in Valtellina
Nicolò Rusca si impegnò con ogni forza per evitare che tra i cattolici a lui affidati si diffondesse la Riforma protestante, da lui ritenuta un pericolo sia perché avrebbe intaccato l'ortodossia romana, sia perché avrebbe acuito le divisioni già esistenti.
Rusca scese in campo innanzitutto sul piano della teologia, affrontando i riformati, secondo l'uso del tempo, in pubbliche dispute. La prima e più importante si svolse a Tirano, e vide schierati con il Rusca altri preti cattolici contrapposti ad alcuni ministri evangelici, attorno a una tematica prettamente di carattere cristologico. La seconda disputa ebbe luogo in val Bregaglia, a Piuro, ed ebbe come tema l'interpretazione sacrificale dell'Eucaristia.
A una posizione estremamente decisa quanto ai contenuti dottrinali, Rusca accompagnava però un atteggiamento di rispetto verso la parte avversa, evitando ogni espressione che potesse ferire l'avversario sul piano personale. Con alcuni pastori evangelici Rusca ebbe anche relazioni di confidenza: con il pastore di Sondrio Scipione Calandrino a volte scambiò dei libri, il governatore e storico grigione Fortunato Sprecher per due anni gli fu "familiare".
L'atteggiamento del Rusca era conciliante quando, per esempio, si trattava di rivendicare diritti di carattere economico, mentre diveniva particolarmente irremovibile in quei campi in cui vedeva la possibilità di un'ulteriore diffusione della Riforma, come ad esempio a proposito di educazione dei giovani. A questo proposito, sia in occasione della proibizione ingiunta ai Gesuiti di aprire un collegio a Ponte in Valtellina, sia in relazione al già ricordato progetto di una scuola umanistica in Sondrio, Nicolò Rusca mantenne una posizione assai determinata. La progettata scuola pubblica di Sondrio, in effetti, era vista dai riformati come una buona occasione per dare nuovo slancio anche alle comunità evangeliche di Sondrio e di tutta la Valtellina. Alcuni pastori si erano rivolti alla città di Ginevra, dove l'eredità culturale e religiosa di Giovanni Calvino e la presenza di una brillante università facevano sperare di poter trovare qualche personalità in grado di guidare sia la nuova scuola sia la comunità riformata di Sondrio. Le lunghe trattative svoltesi tra il 1616 e il 1618 ottennero l'invio a Sondrio del pastore e professore universitario Gaspare Alessio. Interpretando tale iniziativa come un rafforzamento della Riforma, Rusca si oppose al progetto, dichiarando ai pastori e ai delegati grigioni la propria totale contrarietà, e proibendo alle famiglie cattoliche di iscrivere i propri figli a quella scuola.

### Scontro con le autorità grigionesi e inasprimento della situazione politica
Nelle prime due decadi del XVII secolo la situazione politica europea si avviava decisamente verso una crisi che avrebbe riaperto i contrasti delle guerre di religione e che sarebbe sfociata, nel 1618, nello scoppio della guerra dei trent'anni.
Queste tensioni erano presenti soprattutto nelle zone di confine tra le aree in cui il cristianesimo si era riformato e le aree in cui esso era rimasto fedele alla sede romana nella confessione cattolica: una di queste zone di confine fu proprio la Repubblica delle Tre Leghe, con i territori valtellinesi ad essa soggetti. Il quadro politico locale vedeva schieramenti fortemente divisi tra loro, anche se l'obiettivo comune era quello di difendere l'indipendenza della Repubblica: buona parte dei protestanti spingevano per un'alleanza dei Grigioni con la Repubblica di Venezia o il Regno di Francia, mentre molti cattolici guardavano con favore ad un avvicinamento all'Impero spagnolo retto dagli Asburgo; ciononostante, queste alleanze si dimostrarono molto instabili e la situazione fu spesso fluida, tanto che diverse personalità o gruppi di potere dello Stato alpino passarono spesso da un'alleanza all'altra.
Tutto ciò si ripercuoteva anche sul fragile equilibrio religioso tra le due confessioni principali, quella cattolico-romana e quella riformata, che spesso vivevano l'una a fianco dell'altra nelle stesse città e villaggi, e talvolta dovevano anche condividere luoghi di culto e altre risorse.
Già nel 1608 Rusca era stato arrestato dalle autorità civili con l'accusa di avere violato le disposizioni a riguardo della tolleranza religiosa, per aver redarguito pubblicamente un giovane cattolico che aveva partecipato ad un culto evangelico guidato dal pastore Ulisse Martinengo, del quale era a servizio. Dopo il processo, comunque, l'arciprete venne del tutto scagionato.
La parte riformata si scontrò ancora più duramente con Rusca nell'anno successivo; le accuse assai gravi che furono rivolte contro di lui, tuttavia, si sarebbero poi rivelate infondate. L'arciprete fu accusato di aver partecipato ad un fallito attentato ai danni di Scipione Calandrino, ministro riformato, cercando di farlo catturare per condurlo poi a Milano o a Roma e sottoporlo al giudizio dell'Inquisizione. Il Rusca, tirato in causa dall'esecutore materiale dell'attentato, Michele Quadrio detto Chiappino di Ponte, veniva inoltre accusato di avere sobillato i soldati in servizio ai confini dello Stato retico, in Bassa Valtellina, durante la costruzione del forte spagnolo di Fuentes, affinché non opponessero resistenza ai nemici dei Grigioni. La difesa approntata dai cattolici di Sondrio ebbe tuttavia pieno successo di fronte al tribunale di Coira, e Rusca ottenne anche in questo caso una piena assoluzione.
La situazione politico-religiosa interna alle Tre Leghe giunse però ad un momento di forte disorientamento. A seguito di un trattato di alleanza sancito tra il governo retico e la corona di Spagna, nel 1617 si era prodotto il “sollevamento” militare (Fähnlilupf) di alcuni comuni. La fazione politica interna ai Grigioni legata alla Repubblica di Venezia, così come molti pastori riformati, vedevano nell'apertura politica verso la potenza spagnola - tradizionale paladina del cattolicesimo - un gravissimo pericolo, sia per l'autonomia della piccola repubblica retica, sia per il consolidamento della Riforma. Di conseguenza, il Fähnlilupf acquisiva anche un forte connotato confessionale, individuando quali nemici dello Stato sia i sostenitori della Spagna - facenti capo alla potente famiglia dei Planta - sia i più eminenti tra i cattolici, a cominciare dal vescovo di Coira, Giovanni Flugi de Aspremont, assalito nella sua cattedrale e costretto alla fuga.
Anche il sinodo riformato riunito quell'anno nella località montana di Bravuogn, aveva preso forti provvedimenti contro tutti coloro che fossero sospetti di sostegno alla Spagna. Quel sinodo era stato fortemente condizionato da alcuni giovani pastori dell'ala più radicale, tra i quali lo stesso Gaspare Alessio, inviato a Sondrio da Ginevra, e Jürg Jenatsch, pastore di Berbenno. Questi radicali, respinti da Coira dove non si condivideva la loro estrema opposizione alla Spagna, si erano radunati in assemblea nei pressi di Thusis. Qui, dopo aver assunto alcuni provvedimenti per la riforma dello Stato, istituirono un tribunale penale (Strafgericht) per giudicare quanti fossero ritenuti sospetti di tradimento verso la patria. I processi celebrati in questo tribunale, spesso caratterizzati da una certa sommarietà, furono fortemente influenzati da quegli pastori riformati di tendenza radicale, presenti nel tribunale in qualità di "supervisori" ecclesiastici.

### Arresto e processo

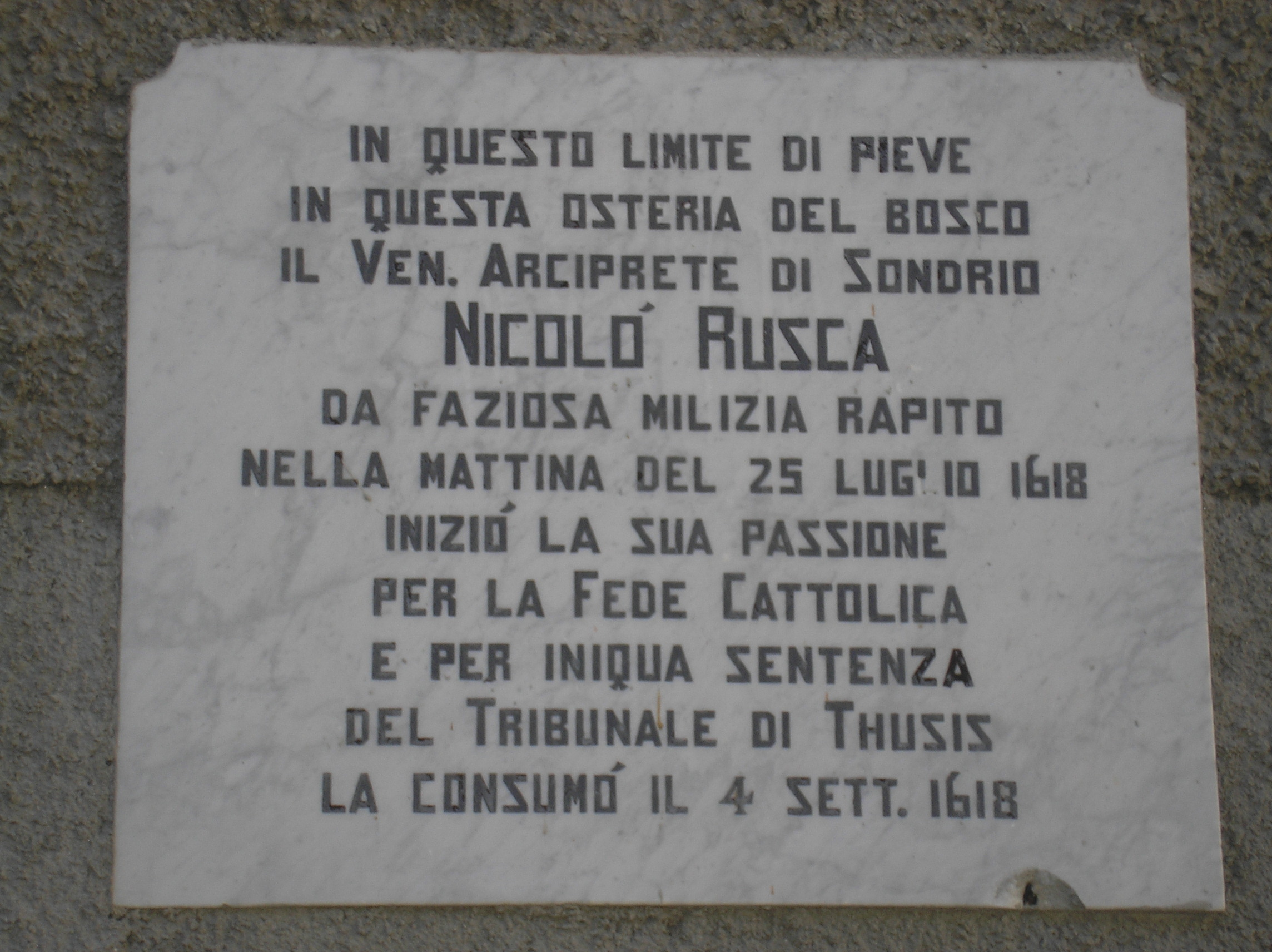
Chiareggio, la lapide che ricorda il passaggio di Nicolò Rusca nel 1618.

Tra i sospettati di sostegno alla Spagna e di tradimento della patria fu individuato - insieme ad altri preti cattolici, che si salvarono tuttavia con la fuga - anche l'arciprete di Sondrio, Nicolò Rusca.
Nella notte tra il 24 e il 25 luglio 1618 egli venne prelevato di forza da un contingente di alcune decine di armati che fecero irruzione nella canonica, dopo essere scesi a Sondrio attraverso la Valmalenco; all'arresto partecipò anche il pastore riformato Marcantonio Alba. Condotto prigioniero fino a Coira, Rusca venne rinchiuso in un carcere di fortuna, per essere successivamente trasferito a Thusis, dove venne giudicato dallo Strafgericht ivi costituito.
In soccorso dell'arciprete, in procinto di essere arrestato e sottoposto a giudizio, si mosse in primo luogo, anche questa volta, la comunità cattolica di Sondrio, che inviò propri rappresentanti in difesa di un parroco unanimemente riconosciuto come alieno da contrapposizioni violente e da atteggiamenti sovversivi contro lo Stato. Neppure il successivo intervento dei Cantoni cattolici - interessati al caso dal nunzio apostolico presso gli Svizzeri, Ludovico Sarego - e della città di Lugano, che inviò due rappresentanti, tra cui Luigi Rusca, fratello di Nicolò, a difendere il proprio concittadino, poté smuovere gli insorti grigioni dalla determinazione di sottoporre l'arciprete a processo; anzi, agli inviati di Sondrio e di Lugano non fu consentito di agire come suoi difensori in giudizio.
Il processo ebbe inizio il primo di settembre. L'accusa contro Rusca venne formulata a partire anche dalle incriminazioni rivolte contro di lui nei processi del 1608 e 1609 (aver preso parte al complotto contro il pastore Calandrino, avere perseguitato verbalmente un giovane che aveva partecipato al culto evangelico e aver cercato di sobillare i soldati grigioni ai tempi della costruzione del Forte di Fuentes). A questi capi di accusa se ne aggiunse un altro, formulato in termini di «ribellione» contro i magistrati e le leggi dello Stato (in realtà da identificare con la sua reazione contro l'apertura della scuola umanistica di Sondrio).
Di per sé, l'arciprete Rusca avrebbe potuto scagionarsi completamente da ogni accusa: riguardo alle prime, egli era già stato assolto in un precedente giudizio; quanto all'ultima e unica nuova accusa, non appariva incriminabile in quanto si era limitato a tutelare la propria parte confessionale, secondo quanto era consentito dal regime di tolleranza religiosa assunto dallo Stato retico.

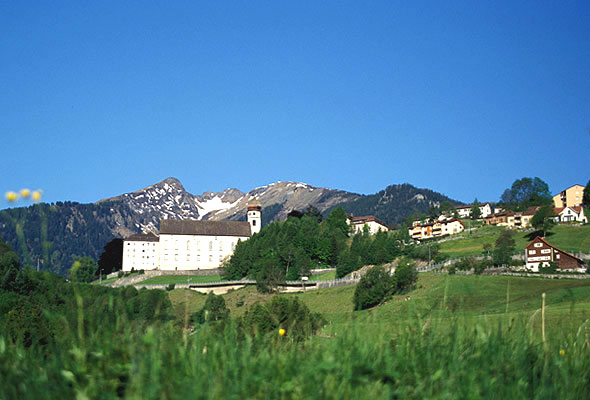
L'ex-abbazia di Pfäfers, oggi ospedale psichiatrico. I resti di Rusca vennero conservati nella chiesa abbaziale dal 1619 al 1838

### Tortura e morte
Per ottenere dall'imputato una confessione, i giudici di Thusis, spinti dal gruppo dei giovani pastori presenti nel tribunale (che agivano come pubblica accusa ma non avevano diritto di voto in giuria), acconsentirono a sottoporre Rusca alla tortura, come peraltro era normale in ogni tribunale penale dell'epoca.
Rusca fu sottoposto ad interrogatorio sotto tortura per due giorni consecutivi, il lunedì 3 e il martedì 4 settembre. Benché ad un certo punto gli stessi carnefici temessero per l'incolumità dell'imputato - data la non più giovane età e la presenza di ferite da cauterio nelle braccia sottoposte a trazione - l'interrogatorio venne continuato. La sera del 4 settembre Rusca morì, dopo aver protestato ancora una volta la propria innocenza e dopo avere chiesto di potersi confessare ad un prete, cosa che non gli venne concessa. Poco dopo, il gancio cui era fissata la corda, o la corda stessa, si ruppe: Rusca, già morto, cadde pesantemente a terra.
Il tribunale dispose che il cadavere fosse sepolto sul posto, decretando inoltre il sequestro dei suoi beni. Il corpo fu dissotterrato di nascosto nel luglio del 1619 e trasferito nell'abbazia di Pfäfers; nei secoli seguenti, diverse reliquie dell'arciprete vennero distribuite a prelati e monasteri dell'arco alpino. Nel 1634 un osso della gamba dell'arciprete Rusca venne portato nella collegiata dei Santi Protaso e Gervaso di Sondrio, dove tuttavia non venne esposto alla venerazione dei fedeli in quanto non vi era stato alcun riconoscimento ufficiale della santità e del martirio del Rusca. Nel 1838 l'abbazia di Pfäfers venne soppressa e nel 1845 le ossa del Rusca vennero trasferite a Como. L'8 agosto 1852 i resti vennero solennemente traslati a Sondrio, nella collegiata dei Santi Protaso e Gervaso, dove tuttora si conservano, esposti alla venerazione dei fedeli.

## Processo di beatificazione
Il processo di beatificazione è stato concluso e il 19 dicembre 2011 papa Benedetto XVI ha autorizzato la pubblicazione del decreto che riconosce il martirio di Nicolò Rusca "in odio alla fede".
Il rito di beatificazione è stato celebrato a Sondrio il 21 aprile 2013, nel 450º anniversario dalla nascita dell'arciprete, presieduto dal cardinale Angelo Amato, prefetto della Congregazione delle Cause dei Santi, alla presenza del vescovo di Como Diego Coletti e dell'arciprete di Sondrio.

## Associazioni intitolate a Nicolò Rusca
A Nicolò Rusca sono dedicate diverse associazioni nella città di Sondrio, tra cui:
- il gruppo dei ministranti della Chiesa collegiata dei Santi Gervasio e Protasio ("Piccolo clero Nicolò Rusca"),
- la schola cantorum della stessa Collegiata ("Corale Nicolò Rusca"),
- la "Cooperativa Nicolò Rusca ONLUS" che gestisce una scuola privata di ispirazione cattolica,
- l'associazione locale dell'Azione Cattolica Italiana.

Nella diocesi di Como (di cui fa parte anche Sondrio e tutta la sua provincia) è a lui intitolato il "Centro Studi Nicolò Rusca", comprendente l'archivio storico della diocesi, la biblioteca del seminario vescovile e l'ufficio per l'inventario dei beni culturali ecclesiastici, gestito da una fondazione senza fini di lucro.

### Fonti documentali
- Biblioteca Ambrosiana D 216 inff., ff. 40r-40v (richiesta di ammettere otto chierici al Collegio Elvetico, s.d. [post 1591]).

### Studi
- Filippo Archinti, Visita pastorale alla diocesi; edizione parziale (Valtellina e Valchiavenna, pieve di Sorico, Valmarchirolo), in Archivio storico della diocesi di Como, vol. 6, 1995.
- (LA) Giovanni Battista Bajacca, Nicolai Ruscae S.T.D. Sundrii in Valle Tellina Archipresbyteri anno MDCXVIII Tuscianae in Rhetia ab Hereticis necati Vita & Mors, 1621.
- Giovanni Da Prada, L'arciprete Nicolò Rusca e i cattolici del suo tempo, Villa di Tirano, 1994.
- Claudia Di Filippo Bareggi, Le frontiere religiose della Lombardia: il rinnovamento cattolico nella zona ticinese e retica fra Cinque e Seicento, Milano, 1999.
- Claudia Di Filippo Bareggi, Nicolò Rusca e la pastorale tridentina in Valtellina, in Bollettino della società storica valtellinese, vol. 55, 2002,  pp. 119-133.
- Emanuele Fiume, De persona et officio Jesu Christi mediatoris, in Bollettino della società storica valtellinese, vol. 55, 2002,  pp. 135-141.
- Abramo Levi, L'arciprete di Sondrio Nicolò Rusca, Sondrio, 1993.
- Antonio Maffei, Elogio di Nicolò Rusca: discorso pronunciato l'8 agosto 1852 durante la cerimonia per la traslazione della salma di Nicolò Rusca dal Santuario della Sassella alla chiesa Collegiata di Sondrio, 1852.
- Saveria Masa, Fra curati cattolici e ministri riformati. Nicolò Rusca e il rinnovamento tridentino in Valmalenco, Sondrio, 2011.
- Santo Monti (a cura di), Atti della visita pastorale diocesana di F. Feliciano Niguarda vescovo di Como (1589-1593), Como, Società Storica Comense, 1892-1898.
- Giovanni Antonio Paravicini, La pieve di Sondrio, a cura di Tarcisio Salice, Sondrio, 1969,  pp. 253-254.
- Giovanni Pozzi, Libri appartenuti a Nicolò Rusca, in D. Jauch e F. Panzera (a cura di), Carte che vivono: studi in onore di don Giuseppe Gallizia, Locarno, 1997,  pp. 321-330.
- Reto Cenomano (Giovanni Formentelli), Valtellina e Rezia: vita dell'arciprete Nicolò Rusca 1563-1618, Como, Scuola tip. Casa Divina Provvidenza, 1909.
- Tarcisio Salice, L'arciprete Nicolò Rusca, in Bollettino della società storica valtellinese, vol. 12, 1958,  pp. 86-109.
- (LA) Fortunatus Sprecher, Historia motuum et bellorum postremis hisce omnis in Raetia excitatorum, Coloniae Allobrogi, 1629,  p. 63.
- Floriana Valenti, Le dispute teologiche tra cattolici e riformati nella Rezia del tardo Cinquecento: Primato del papa, divinità di Cristo, sacrificio della Messa, Sondrio, 2011.
- Andrea Wendland, Patire per vincere: la santità, il martirio e la costruzione dell'identità confessionale, in Bollettino della società storica valtellinese, vol. 55, 2002,  pp. 143-157.
- Saverio Xeres, Il caso Rusca: radicalizzazione tridentina e reazione protestante, in Bollettino della società storica valtellinese, vol. 55, 2002,  pp. 159-168.
- (LA) Fr. Richardo A Rusconera, Martyrium B. Memoriæ Nicolai Rusca archipresbyteri Sondriensis in Rhetia, 1620.